# Olga Zabelínskaia
Olga Serguéievna Zabelínskaia (en rus Ольга Сергеевна Забелинская) (Leningrad, 10 de maig de 1980) és una ciclista russa professional des del 2001, actualment a l'equip Tashkent City. Els seus majors èxits foren les dues medalles de bronze aconseguides als Jocs Olímpics de Londres de 2012.
El juliol de 2014, va donar positiu en un control per octopamina. El febrer de 2016, va acceptar una suspensió de 18 mesos, que ja havia complert i acabava al setembre de 2015.
Pocs dies abans de començar els Jocs Olímpics de Rio, es va anunciar que l'UCI excloïa Zabelínskaia de poder participar en els Jocs, juntament amb altres ciclistes russos, degut al seu historial amb el dopatge. Finalment si que va participar-hi, i va guanyar una medalla de plata a la prova en contrarellotge.
És filla del també ciclista i campió olímpic el 1980 Sergei Sukhoruchenkov.

## Palmarès en ruta
- 1997
  -  Campiona del món júnior en contrarellotge
- 2001
  - Vencedora d'una etapa al Trofeu d'Or
- 2002
  - Campiona d'Europa en contrarellotge sub-23
- 2003
  - Vencedora de 2 etapes al Gran Bucle
- 2006
  - Vencedora d'una etapa del Tour de l'Aude
- 2010
  - 1a de la Volta a Turíngia
- 2012
  -  Medalla de bronze als Jocs Olímpics del 2012 en ruta
  -  Medalla de bronze als Jocs Olímpics del 2012 en contrarellotge
  -  Campiona de Rússia en contrarellotge
- 2014
  - 1a de la Volta a Costa Rica i vencedora d'una etapa
  - 1a al Gran Premi GSB
  - Vencedora d'una etapa a la Volta a El Salvador
  - Vencedora d'una etapa al Tour de Zhoushan Island
- 2016
  -  Medalla de plata als Jocs Olímpics del 2016 en contrarellotge
  - Vencedora d'una etapa a la Volta a Turíngia
- 2018
  -  Campiona de Rússia en contrarellotge
  - 1a al Tour of Eftalia Hotels and Velo Alanya i vencedora de 2 etapes
  - 1a al Tour de Tailàndia
  - Vencedora d'una etapa de la Gracia Orlová
  - 1r a la Ljubljana-Domžale-Ljubljana TT
  - 1a a la Crono de les Nacions-Les Herbiers-Vendée
- 2019
  -  Campiona d'Àsia en ruta
  -  Campiona d'Àsia en contrarellotge
  -  Campiona de l'Uzbekistan en ruta
  -  Campiona de l'Uzbekistan en contrarellotge
  - 1a a la Afrodita Cycling race ruta
  - 1a a la Afrodita Cycling race contrarellotge
- 2021
  - 1a a GP Germenica
  - 1a a GP GP Kayseri
  - Medalla d'or als Jocs de la solidaritat islàmica en ruta
  - Medalla d'or als Jocs de la solidaritat islàmica en contrarellotge
- 2023
  -  Campiona d'Àsia en contrarellotge
  - Medalla d'or als Jocs Asiàtics en contrarellotge
  - 1a al GP Kaisareia
- 2024
  -  Campiona d'Àsia en contrarellotge

### Resultats a les Grans Voltes

#### Giro d'Itàlia
- 2001 : 9a posició
- 2010 : 10e posició
- 2011 : 14a posició
- 2012 : abandonament (5a etapa)
- 2017 : 43a posició
- 2020 : abandonament (8a etapa)
- 2022 : abandonament (6a etapa)
- 2024 : abandonament (7a etapa)

#### Tour de França
- 2022: 97a posició

## Palmarès en pista
- 1997
  -  Campiona del món júnior en Puntuació